# C'est pas moi, je le jure ! (roman)
Pour les articles homonymes, voir C'est pas moi, je le jure! (homonymie).
C'est pas moi, je le jure ! est un roman québécois de Bruno Hébert paru en 1997. 
En 1998, le roman est couronné par le prix littéraire France-Québec et par le prix des libraires du Québec.

## Résumé
Situé en 1968, le récit décrit à travers la perception du jeune héros la perception simpliste qu'ont les enfants de la vie et de ses drames.

## Adaptation au cinéma
Le roman a été adapté au cinéma par Philippe Falardeau (sorti le 26 septembre 2008 au Canada),.